# Bahrajnská kuchyně

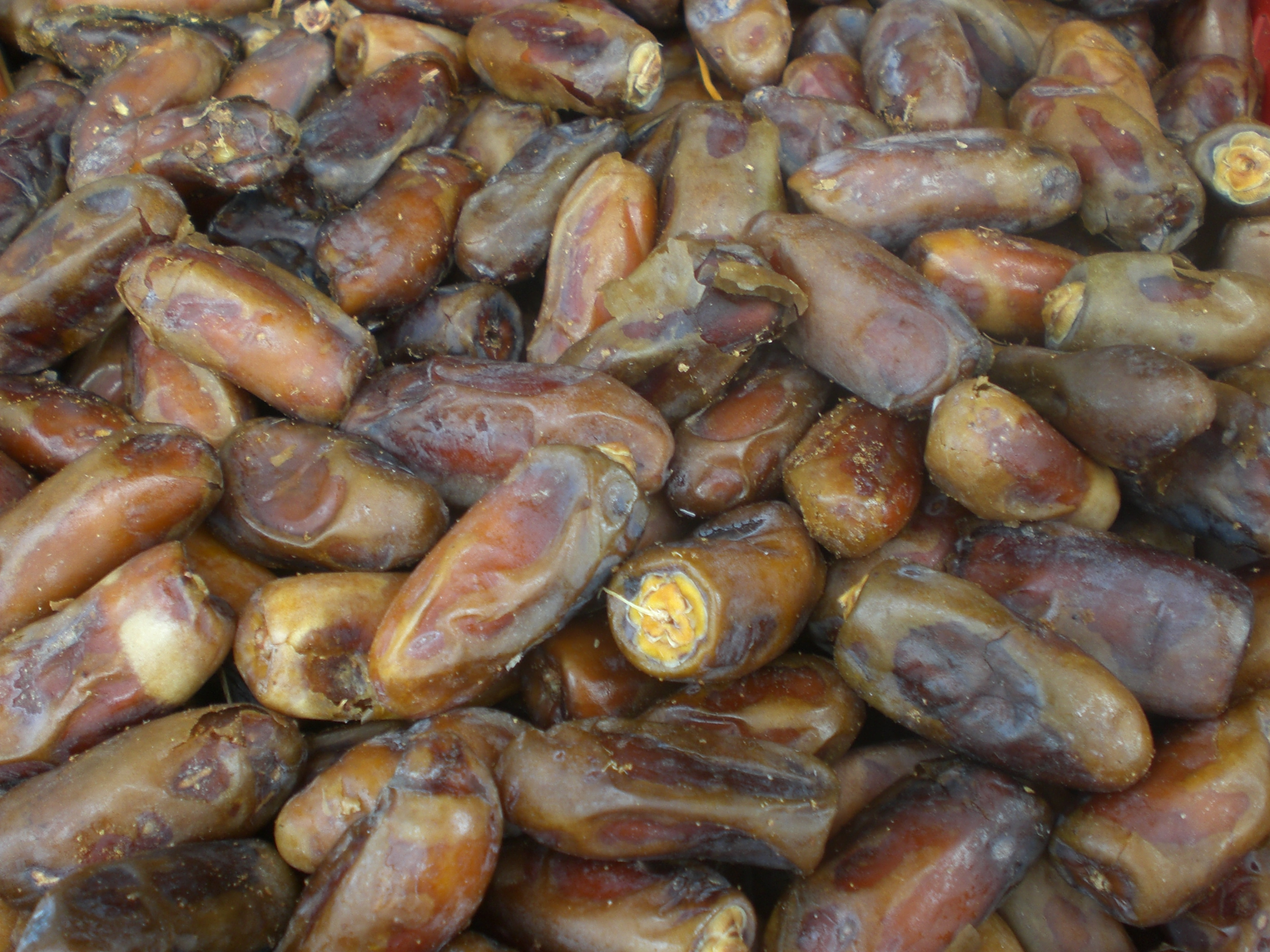
Sušené datle

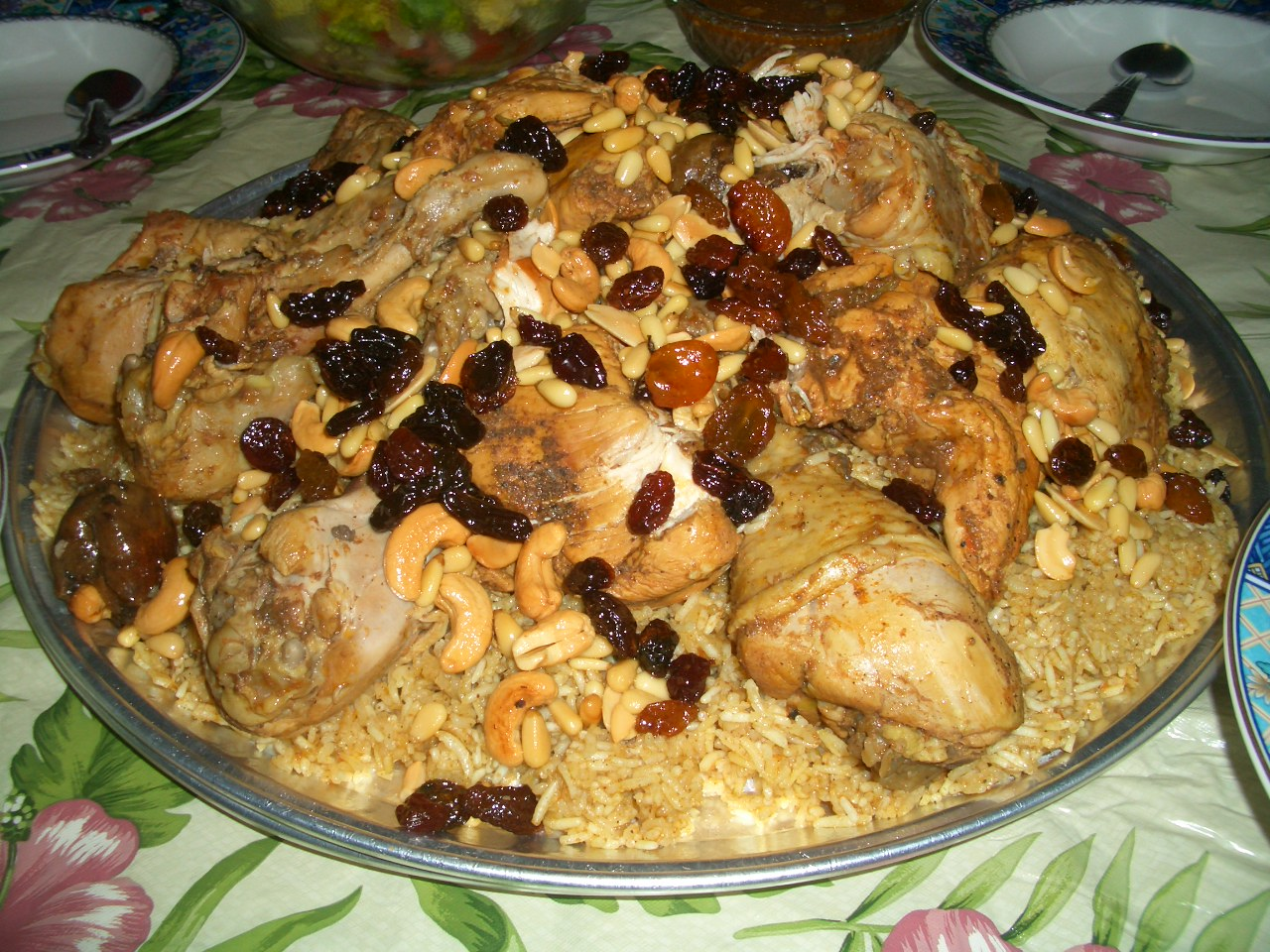
Makbús

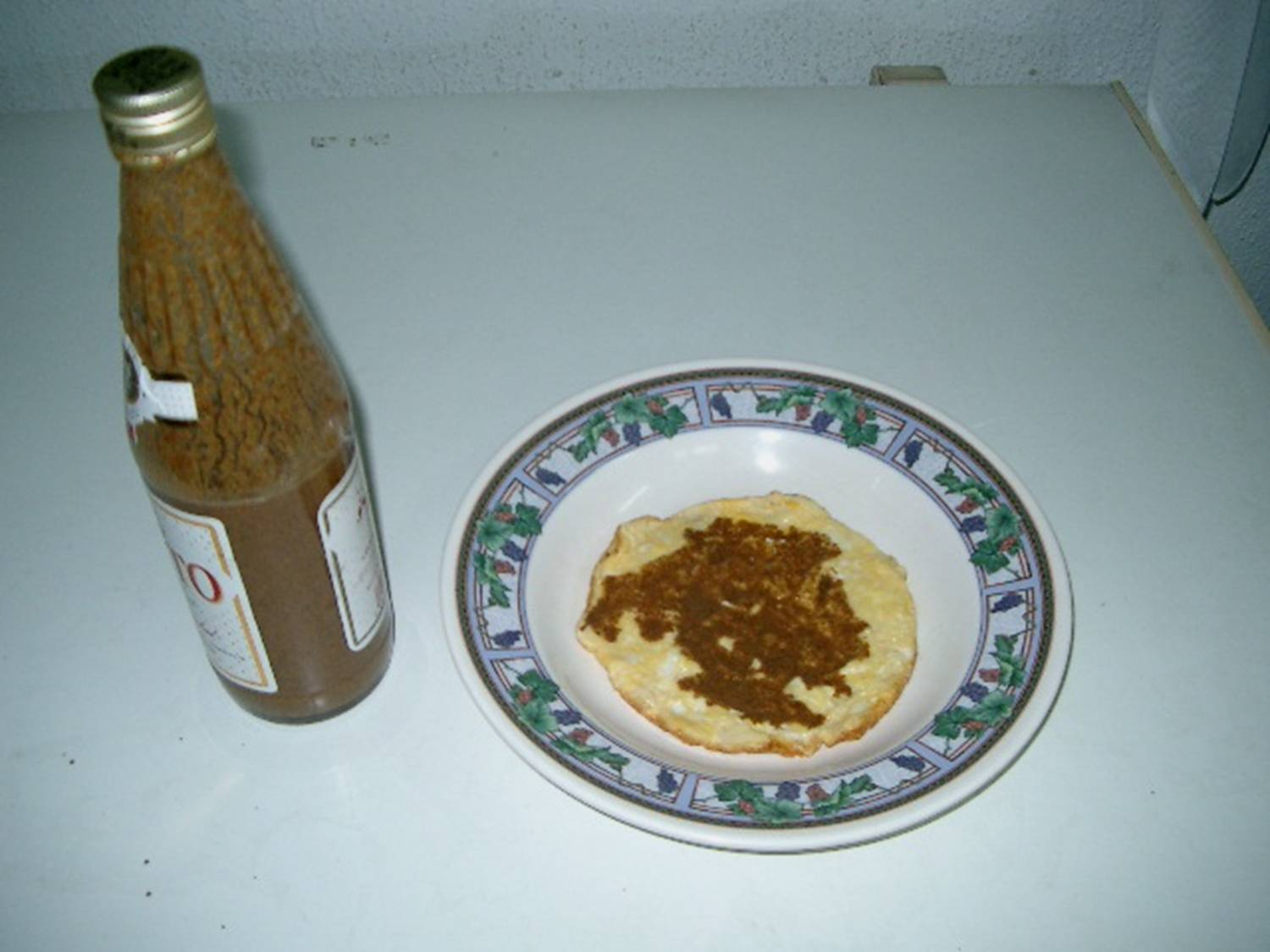
Mahyawa s arabským chlebem

Bahrajnská kuchyně (arabsky: مطبخ بحريني) vychází z tradiční arabské kuchyně, ale byla ovlivněna i dalšími kuchyněmi, například perskou nebo indickou.
V Bahrajnu se tradičně loví ryby, krevety nebo humři. Mezi další typické suroviny patří rýže nebo datle. Konzumace alkoholických nápojů je v Bahrajnu omezena.

## Příklady bahrajnských pokrmů a nápojů
Příklady bahrajnských pokrmů a nápojů:
- Různé rýžové směsi, například makbús nebo biryani
- Arabský chléb
- Baba ganuš, pokrm z grilovaného lilku[3]
- Šavarma
- Samosa, fritovaná plněná taštička trojúhelníkového tvaru[4]
- Quzi, pokrm z opékaného skopového masa
- Falafel, fritované kuličky z cizrny
- Mahyawa, rybí omáčka
- Káva
- Čaj
- Arak, alkoholický nápoj ochucený anýzem